# Giovanni Martini (partigiano)
Giovanni Martini, nome di battaglia Paolo (Bologna, 16 ottobre 1910 – Bologna, 15 dicembre 1944), è stato un partigiano italiano.

## Biografia
Muratore attivo nel Partito comunista clandestino, nel settembre 1943 fu tra i primi organizzatori della Resistenza bolognese. Fu vice comandante della 7ª brigata GAP e ne guidò il principale distaccamento durante la battaglia di Porta Lame. Nel dicembre 1944 comandò l'attacco alla prigione di San Giovanni in Monte, durante il quale furono liberati circa duecento detenuti politici. Pochi giorni dopo fu catturato dai fascisti in un bar di via del Pratello assieme ad altri partigiani, a causa di una spiata. Al fine di estorcergli informazioni, venne torturato crudelmente per diversi giorni dal tenente dell'Ufficio politico della Guardia Nazionale Repubblicana Bruno Monti: gli venne applicato alla testa un cerchio di ferro, il quale veniva stretto a poco a poco, fino a chè non gli sfondò la scatola cranica. Il suo corpo venne poi gettato dai fascisti di fronte all'ingresso principale della Certosa